# آدولف فرانک
آدولف فرانک (آلمانی: Adolph Frank؛ ۲۹ ژانویهٔ ۱۸۳۴ – ۳۰ مهٔ ۱۹۱۶) یک شیمی‌دان اهل آلمان بود.